# Athripsodes harrisoni
Athripsodes harrisoni là một loài Trichoptera trong họ Leptoceridae. Chúng phân bố ở vùng nhiệt đới châu Phi.